# Margalith Kleijwegt
Margalith Kleijwegt (Hilversum, 18 april 1951) is een Nederlands journaliste. Ze werkte sinds 1985 voor Vrij Nederland en is sinds 2012 gevestigd als zelfstandig onderzoeker, schrijfster en journalist. Ze schreef diverse toonaangevende verhalen op het gebied van onderwijs, opvoeding en de multiculturele samenleving. Daarnaast werkte ze voor het radioprogramma Met het oog op morgen en interviewde ze voor de VARA-televisie diverse acteurs. In 2005 verscheen bij uitgeverij Plataan haar boek Onzichtbare ouders over achterstandsbuurten in Amsterdam. Het boek werd genomineerd voor de Zilveren Zebra.
In 2010 verscheen Sofia, verhaal van een verboden liefde, het verhaal van een Rotterdamse met een Marokkaanse achtergrond die door haar vader werd verstoten toen ze verliefd werd op een Nederlandse man. In 2011 verscheen haar boek: Terug naar Oude Pekela, over het vermeende zedenschandaal eind jaren tachtig. In 2013 verscheen 'Op tv of roemloos ten onder', het boek dat ze samen met Max van Weezel schreef en in april 2014 publiceerde ze 'Familie is alles, onzichtbare ouders tien jaar later.'
In oktober 2022 publiceerde zij een groot onderzoek in De Groene Amsterdammer naar de geschiedenis van een familie Muurman uit een Oost-Gronings dorp dichtbij Veendam onder de titel "In mijn familie is de verheffing gelukt" het artikel is ook een  geschiedenis van hoe de Partij van de Arbeid ten onder ging in een gebied waar de SDAP ooit oppermachtig was. De geleidelijk toegenomen welvaart van de oorspronkelijk armoedige bevolking, waarbij de jongere leden met de meest geschikte aanleg en sterkste motivatie om zich met hun talenten omhoog te werken in de maatschappij, door onderwijs en zelfstudie de mogelijkheden grepen om zich omhoog te werken. Terwijl de oudere leden van die families de armoede ontstegen door de mede door de PvdA bevochten AOW, kregen meer en meer jongere leden van die families, daarbij geholpen door de media, zoals de radio en televisie, de kranten en tijdschriften, de kans zich te ontwikkelen en hun aspiraties na te streven. Er kwamen zelfs familieleden die op de VVD gingen stemmen en het aantal stemmen voor de PvdA nam af in een gebied waar die partij, naast de CPN ooit oppermachtig was. Beide partijen gingen aan hun succes te gronde. Dat wordt door vooral de oudere leden van de PvdA betreurd, maar er is daartegen niets te doen: De door de partij nagestreefde 'verheffing' is in veel Nederlandse families gelukt, maar zo schrijnend als Margalith dat over Oost-Groningen beschreven heeft, is dat in de meeste andere gemeenten van Nederland niet.
Margalith Kleijwegt studeerde aan de Sociale Academie in Amsterdam en werkte enige tijd als maatschappelijk werker in de Londense wijk Southwark, waar toen veel Jamaicanen en Aziaten woonden. 
Ze is de dochter van de radio- en televisieprogrammamaakster Netty Rosenfeld en de journalist en presentator Arie Kleijwegt en de zuster van de journaliste Ariane Kleijwegt. Ze is getrouwd met fotograaf Ad van Denderen.